# Крьоково
Крьо́ково (рос. Крёково) — присілок у складі Кемеровського округу Кемеровської області, Росія.

## Населення
Населення — 36 осіб (2010; 7 у 2002).
Національний склад (станом на 2002 рік):
- росіяни — 100 %